# Reiskostenmethode
De reiskostenmethode (Engels: travel cost method, TCM) is een economische waarderingsmethode die de kosten meet die bezoekers maken om een gebied te bereiken. Soms wordt hierbij ook de reistijd opgeteld, maar het is lastig om daar een waarde aan toe te kennen wanneer mensen voor hun plezier reizen in hun vrije tijd.
Bij de reiskostenmethode worden bezoekers van gebieden gevraagd naar hun herkomst en hun vervoermiddel. Op basis van de verzamelde gegevens wordt een functie geschat die het aantal bezoeken van de individuele bezoeker schat (individuele reiskostenmodel) of een functie die het aantal bezoekers uit een bepaalde herkomstzone schat (zonaal reiskostenmodel). Hierbij is het aantal bezoeken een functie van een aantal variabelen waaronder de reiskosten.

## Algemene toepassingsmogelijkheden
Deze methode is alleen toepasbaar op gebieden die recreatief gebruikt worden. Zij werkt alleen als mensen daadwerkelijk reiskosten maken: zij is niet geschikt wanneer alle bezoekers wandelaars en fietsers zijn. Het lastigste knelpunt van de reiskostenmethode is dat men er eigenlijk geen toekomstige verandering in reisgedrag mee kan meten. Men kan alleen huidige reisgedrag naar een bestaand gebied meten en dat transfereren naar een nieuw toekomstig gebied. Hiermee wordt het voordeel van de reiskostenmethode van revealed preference afgezwakt, want er is nu alleen nog sprake van ‘indirectly revealed preference’.

## Geschiktheid voor ecosysteemfuncties
Met behulp van de reiskostenmethode kan men alleen de recreatieve belevingsfunctie van de natuur waarderen. Alle andere ecosysteemfuncties, zoals regulatiefuncties en de niet-gebruiksfunctie, kan men er niet mee waarderen.